# Agrostis inflata
Agrostis inflata é uma espécie de gramínea do gênero Agrostis, pertencente à família Poaceae.